# Entartete Musik – Willkommen in Deutschland
Entartete Musik – Willkommen in Deutschland ist ein Livealbum des Sinfonieorchesters der Robert Schumann Hochschule Düsseldorf und der Band Die Toten Hosen. Es erschien am 30. Oktober 2015, produziert von Hans Steingen als Doppel-CD und Dreifach-Vinyl beim bandeigenen Label JKP. Die Ausgabe beinhaltet zudem eine DVD mit einer Dokumentation über die Entstehung.
Das Album wurde an drei Konzertabenden aufgenommen, welche Die Toten Hosen und das Sinfonieorchester der Robert Schumann Hochschule Düsseldorf im Oktober 2013 in der Düsseldorfer Tonhalle gaben. Die Konzerte waren zur Erinnerung an die Künstler veranstaltet worden, die unter anderen mit der Propaganda-Schau Entartete Musik, eröffnet am 24. Mai 1938 im Ehrenhof in Düsseldorf durch die Kulturpolitik der Nationalsozialisten verunglimpft und verfolgt wurden.

## Cover und Begleitheft
Auf dem Frontcover steht die Inhaltsangabe in weißen und schwarzen Buchstaben auf rotem Hintergrund. Das Begleitheft zeigt schwarzweiße Fotos der Interpreten während der Konzerte in der Tonhalle im Oktober 2013. Es enthält die Texte zu den Titeln A Survivor From Warsaw op. 46 und Sog nit Kejnmal zuzüglich einer deutschen Übersetzung, sowie Informationen über den historischen Hintergrund sämtlicher Originaltitel sowie biografische Angaben über die an der Entstehung beteiligten Künstler.

## Entstehung
Nach dem Konzept von Thomas Leander, Professor an der Robert Schumann Hochschule, gaben die Band Die Toten Hosen zusammen mit dem Sinfonieorchester der Universität unter der Leitung des Dirigenten Rüdiger Bohn am 19., 20. und 21. Oktober 2013 je ein dreistündiges Gedenkkonzert in der ausverkauften Tonhalle in Düsseldorf. Des Weiteren war der Kinderchor des Humboldt-Gymnasiums Düsseldorf unter der Leitung von Dennis Hansel an den Aufführungen beteiligt.
Die Band bestand zum Zeitpunkt der Aufnahmen aus den Gitarristen Andreas von Holst und Michael Breitkopf, dem Bassisten Andreas Meurer, dem Schlagzeuger Vom Ritchie und dem Sänger und Frontmann der Gruppe Campino. Die Arrangements für Die Toten Hosen schrieb Hans Steingen, mit dem die Band seit 1996 zusammenarbeitet und der bereits einige Titel für das Unplugged-Album Nur zu Besuch umgeschrieben hatte.
Als Solisten traten Inge Du, Vita Gajevska, Thomas Leander und Hans Steingen am Klavier, Micea Gogoncea an der Gitarre, Christina Marzi an der Klarinette, Georg Sarkisjan an der Violine Alexander Kovalev am Violoncello, und Linda Hergarten und Susanne Storck als Sängerinnen auf. Die Stimmen im A-cappella-Vokalstück Ich muss heute singen, der unter dem Titel Les fenêtres chantent von den Comedian Harmonists im Jahr 1937 erstmals in Frankreich veröffentlicht wurde, übernahmen Keno Brandt, Julian Freibott, Gereon Grundmann, Jin-Su Park und Campino.
Die Veröffentlichung der Konzerte als Tonträger war zunächst nicht geplant und wurde erst zwei Jahre später durch Hans Steingen initialisiert, der die Aufnahmen in seinem Big Noise Studio in Düsseldorf abmischte und masterte. Bei verschiedenen Stücken erfolgte eine weitere Abmischung durch Vincent Sorg.
Alle an den Konzerten künstlerisch Beteiligten verzichten auf ihre Honorare sowie das Schallplattenunternehmen JKP auf sämtliche Gewinne. Die Einnahmen aus dem Projekt werden zur Unterstützung von Stipendiaten und Konzertprojekten der Robert Schumann Hochschule zur Verfügung gestellt.

## Musik und Titelliste
Neben dem 16-minütigen Instrumentalstück aus dem Spielfilm Der Herr der sieben Meere und Arnold Schönbergs Melodram Ein Überlebender aus Warschau, dem 11-minütigen Werk Kol Nidrei op. 47 von Max Bruch und Remembrances von John Williams aus dem Soundtrack zu Schindlers Liste, dem Kanonensong, der Zuhälter-Ballade und der Moritat von Mackie Messer aus Die Dreigroschenoper, dem Alabama Song aus Aufstieg und Fall der Stadt Mahagonny, den Stücken Seht ihr den Flieger dort und Ihr müsst auf Freundschaft bau’n aus Brundibár, Deutsches Miserere aus Schweyk im Zweiten Weltkrieg, dem Vokalstück Ich muss heute singen von den Comedian Harmonists, den Liedern Einen großen Nazi hat sie!, Komm, Zigany aus der Operette Gräfin Mariza, Sog nit Kejnmal und Sholem-Alekhem, Rov Feidman! enthält das Album die von Campino vertonten Gedichte Stimmen aus dem Massengrab von Erich Kästner, Im Nebel von Hermann Hesse, das Lied Die Moorsoldaten, erschaffen von den von Häftlingen des Konzentrationslagers Börgermoor und das Schlaflied Wiegala von Ilse Weber.
Zudem sind auf dem Album die bandeigene Kompositionen Willkommen in Deutschland und Sascha … ein aufrechter Deutscher vom Album Kauf mich! aus dem Jahr 1993, Das Mädchen aus Rottweil vom Album Auswärtsspiel aus dem Jahr 2002 und Ballast der Republik, Drei Kreuze (dass wir hier sind) und Europa vom Album Ballast der Republik aus dem Jahr 2012 vertreten. Die Stücke wurden eigens für die Gedenkkonzerte in Zusammenarbeit mit dem Sinfonieorchester neu eingespielt.
CD 1
1. The Sea Hawk-Suite – 16:29 (Instrumentalstück, Erich Wolfgang Korngold, bearbeitet von Patrick Russ)
2. Die Moorsoldaten – 6:00 (Musik und Text:Rudi Goguel / Johann Esser und Wolfgang Langhoff)
3. Einen großen Nazi hat sie! – 3:35 (Stephan Weiss / Fritz Grünbaum)
4. Kanonensong – 2:33 aus Die Dreigroschenoper (Bertolt Brecht / Kurt Weill)
5. Zuhälter-Ballade – 4:38 aus Die Dreigroschenoper (Bertolt Brecht / Kurt Weill)
6. Die Moritat von Mackie Messer – 4:08 aus Die Dreigroschenoper (Bertolt Brecht / Kurt Weill)
7. Seht ihr den Flieger dort – 2:23 aus der Prager Fassung der Kinderoper Brundibár (Hans Krása und Adolf Hoffmeister; mit deutschem Text von Matthias Harre und Frank Harders-Wuthenow)
8. Ihr müsst auf Freundschaft bau’n – 3:29 aus der Prager Fassung der Kinderoper Brundibár (Hans Krása und Adolf Hoffmeister; mit deutschem Text von Matthias Harre und Frank Harders-Wuthenow)
9. Stimmen aus dem Massengrab – 3:33 (Musik: Campino / Text: Erich Kästner)
10. Deutsches Miserere – 2:14 aus Schweyk im Zweiten Weltkrieg (Hanns Eisler / Bertolt Brecht)
11. Wiegala – 4:42 (Ilse Weber)
12. A Survivor From Warsaw op. 46 – 7:25 aus Ein Überlebender aus Warschau (Arnold Schönberg für einen Sprecher, Männerchor und Orchester; Rev. Jacques-Louis Monod)

CD 2
1. Kol Nidrei op. 47 – 11:17 (Max Bruch)
2. Komm, Zigany – 5:26 aus Gräfin Mariza (Emmerich Kálmán / Alfred Grünwald und Julius Brammer)
3. Sog nit Kejnmal – 3:09 (Dmitri Jakowlewitsch Pokrass / Hirsch Glik)
4. Ich muss heute singen – 2:51 Les fenêtres chantent von den Comedian Harmonists (Rolf Marbot, Bert Reisfeld / Marc Cab und Henri Eugene Varna, Arrangement von Jörg Daniel Heinzmann)
5. Sholem-Alekhem, Rov Feidman! – 7:04 (Béla Kovács)
6. Remembrances – 6:53 aus Schindlers Liste (John T. Williams)
7. Im Nebel – 4:51 (Musik: Campino / Text: Hermann Hesse)
8. Willkommen in Deutschland – 4:30 (Michael Breitkopf / Campino)
9. Alabama Song – 5:25 aus Aufstieg und Fall der Stadt Mahagonny (Bertolt Brecht / Kurt Weill)
10. Sascha … ein aufrechter Deutscher – 3:00 (Campino, Hanns Christian Müller)
11. Drei Kreuze (dass wir hier sind) – 1:41 (Instrumentalstück, Andreas von Holst, Vincent Sorg)
12. Ballast der Republik – 3:18 (Campino / Campino, Marteria)
13. Europa – 4:21 (Breitkopf / Campino)
14. Das Mädchen aus Rottweil – 4:21 (Campino, von Holst / Andreas Meurer, Campino)
15. Drei Kreuze (dass wir hier sind) Reprise – 2:21

## Resonanz
Das Album erreichte auf Anhieb Platz zwei der Charts in Deutschland, den siebten Platz in Österreich und den siebten Platz der Schweizer Hitparade.
Alexander Austel rechnet der Band in seinem Artikel auf laut.de hoch an, wie „selbstlos“ sie sich „in das Gefüge eines Orchesters einreiht“, es zeige, „dass sich aus den einstigen Autodidakten Berufsmusiker entwickelten“.
Arno Frank hingegen hält in seinem Review vom Oktober 2015 im Musikexpress „das Crossover aus Hochkultur, Politik und Punk das sich vor einst verfemtem Liedgut verbeugt“ für einen „Bärendienst“. Es sei „als Platte nur schwer zu ertragen“. Die Präsenz der Toten Hosen sei „problematisch“ und „eher dumpfwalzenhafte Ästhetik“.